# Calopogonium
Calopogonium es un género de plantas fanerógamas  perteneciente a la familia Fabaceae. Comprende 20 especies descritas y de estas, solo 9 aceptadas. Es originario de América

## Descripción
Son hierbas perennes, frecuentemente robustas, erectas o trepadoras. Hojas pinnadamente 3-folioladas; folíolos, estipelas y estípulas escuamiformes. Inflorescencias fasciculado-racemosas, axilares, raquis con fascículos de flores en los nudos, pedicelos largos o cortos, brácteas y bractéolas pequeñas, a veces caducas, flores a veces vistosas; cáliz campanulado, tubular, 5-dentado, el par de dientes superior libre o parcialmente fusionado formando un labio, los 3 dientes inferiores lanceolados; corola rosada, violeta o blanca, angosta, estandarte obovado con aurículas basales inflexas, alas adheridas a la quilla, quilla más corta; estambres diadelfos, el vexilar libre, el resto unidos hasta la mitad o menos, anteras 8 o 9, elipsoides, dorsifijas; ovario ovoide, óvulos numerosos, hirsuto, sésil, estilo delgado e incurvado, glabro especialmente arriba, estigma capitado, globoso o comprimido. Legumbres linear-oblongas, comprimidas, bivalvares, demarcadas entre las semillas, dehiscencia elástica; semillas varias, ovoides, arilo y estrofíolo ausentes.

## Taxonomía
El género fue descrito por Nicaise Augustin Desvaux y publicado en Annales des Sciences Naturelles (Paris) 9: 423. 1826. La especie tipo es: Calopogonium mucunoides Desv.

## Especies aceptadas
A continuación se brinda un listado de las especies del género Calopogonium aceptadas hasta julio de 2014, ordenadas alfabéticamente. Para cada una se indica el nombre binomial seguido del autor, abreviado según las convenciones y usos.	 
- Calopogonium caeruleum (Benth.) Sauvalle - jiquima, jicama cimarrona de Cuba.[4]
- Calopogonium domingense Urb. & Ekman
- Calopogonium flavidum Brandegee
- Calopogonium galactioides (Kunth) Hemsl.
- Calopogonium lanceolatum Brandegee
- Calopogonium mucunoides Desv.
- Calopogonium pumilum Urb.
- Calopogonium racemosum Micheli
- Calopogonium velutinum (Benth.) Amshoff